# 粟嶋神社 (宇土市)
粟嶋神社（あわしまじんじゃ）は熊本県宇土市新開町にある神社。

## 祭神
少彦名命（粟嶋大明神）を祀る。

## 沿革
江戸時代初期の寛永10年（1633年）、この地に住んでいた老夫婦の元を訪れた旅の僧侶に一夜の宿を提供したところ、その夜、妻の夢に粟嶋大明神が現れ、翌朝、旅の僧侶が立ち去った後、部屋に1体の神像が残されているのが見つかり、老夫婦が粟嶋大明神に見立ててそれを祀ったのが起源と伝わる。
その後、文化12年（1815年）に社殿を建立し、昭和24年（1949年）に再建された。

## 祭祀
例祭は3月3日。

## その他
- ミニ鳥居（腰延べ鳥居） - 境内には文化11年（1814年）に作られたと伝わる30cm四方のミニ鳥居があり、これをくぐると婦人病をはじめとするさまざまな病が平癒すると言われている。大祭には、無病息災を願い、ミニ鳥居をくぐるためにたくさんの参拝者でにぎわう。

## 交通

### 鉄道
- JR九州三角線：「緑川駅」より徒歩約10分

### 自家用車
- 九州道：「松橋IC」より車で約20分。駐車場あり。

## 関連図書
- 鈴木喬『熊本の神社と寺院』熊本日日新聞社、1980年、86-87頁
- 熊本日日新聞編纂・発行『熊本県大百科事典』、1982年、41頁
- 日本歴史地名大系44『熊本県の地名』平凡社、1985年
- 角川日本地名大辞典編纂委員会編『角川日本地名大辞典43 熊本県』角川書店、1987年、118頁